# EuroBillTracker

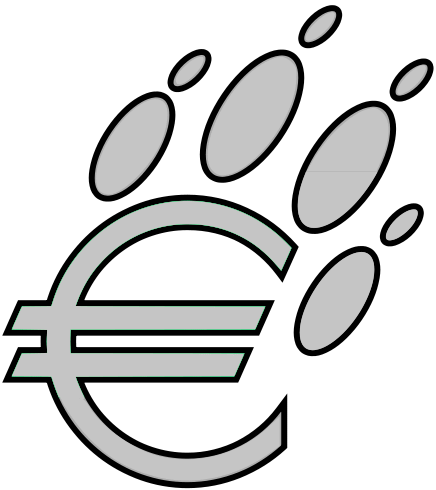
Logo

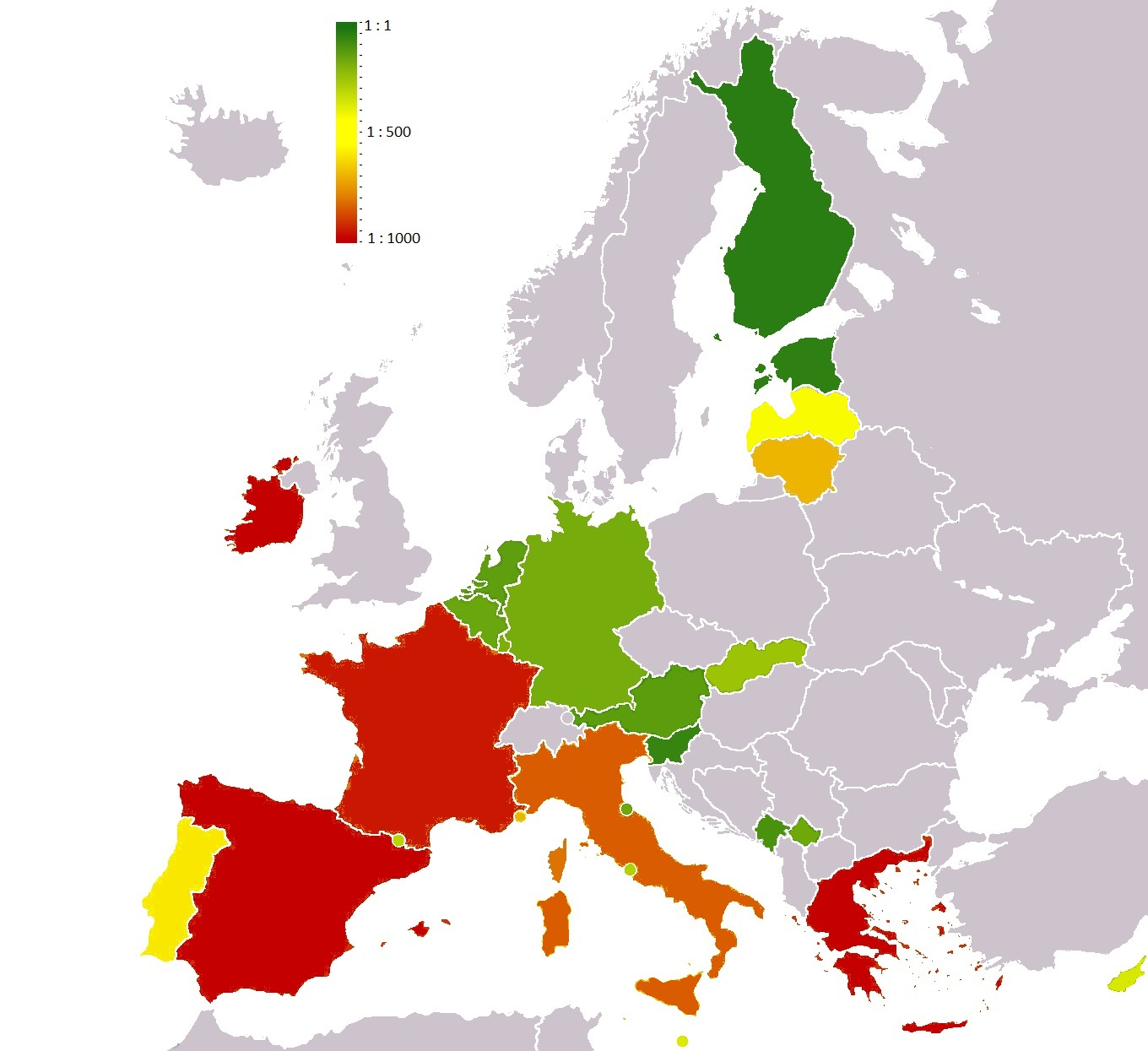
De EuroBillTracker-hit ratio in de landen van de Eurozone, dat wil zeggen het aantal bankbiljetten dat minstens twee keer is geregistreerd versus het totale aantal biljetten dat een land binnenkwam. Groen representeert een hoge ratio.

EuroBillTracker is een website ontworpen door de Fransman Philippe Girolami om de verspreidingspatronen van eurobiljetten te volgen. De website ging tegelijk met de invoering van de euro online (op 1 januari 2002). De site is geïnspireerd door de Amerikaanse site Where's George waarop Amerikaanse dollars worden gevolgd.

## Kenmerken
EuroBillTracker bestaat uit een internationaal team vrijwilligers dat zonder winstoogmerk als doel heeft om eurobiljetten te volgen over de hele wereld. Elke deelnemer geeft de serienummers en locaties van biljetten die ze ontvangen in bij EuroBillTracker. Uit deze informatie haalt de site, verspreidingsinformatie, reisinformatie, statistieken en ranglijsten.

### Invoer
Voor elk bankbiljet dat ingevoerd wordt, dienen een aantal gegevens over dat biljet ingebracht te worden. Deze gegevens bestaan uit:
- De stad, postcode en het land waar het briefje verkregen werd.
- De waarde van het biljet (5,10, ..., 500 euro)
- De short code - een code die op de voorkant van het biljet gevonden kan worden. Ze bestaat uit een letter gevolgd door 3 cijfers, nog een letter en een cijfer. (voorbeeld: P002G6)
- Het serienummer - een letter gevolgd door 11 cijfers. Dit kan gevonden worden op de achterkant van het biljet. (voorbeeld: S00630587745). De nieuwe biljetten hebben overigens 2 letters, gevolgd door 10 cijfers.
- Verdere opmerkingen - vrij in te voeren informatie.

Na het invoeren van deze informatie, krijgt de gebruiker te zien waar het biljet gedrukt is en uit welk land het biljet oorspronkelijk afkomstig is. Dan kan ook gezien worden of het biljet een hit is, en dus al eens door een andere gebruiker werd ingevoerd.
Naast het traditioneel invoeren op de website, is het ook mogelijk om biljetten in te voeren via een gsm uitgerust met mobiel internet.

### Hits
Indien een biljet door meer dan één gebruiker ingevoerd wordt, dan spreekt men bij EuroBillTracker van een hit. Deze hits vormen de drijfveer om biljetten te blijven invoeren. Een hogere invoer van biljetten verhoogt op zijn beurt de kans op een hit. De meeste hits bestaan uit biljetten die door twee gebruikers zijn ingevoerd. Ook zijn er triple hits (biljetten ingevoerd door drie gebruikers) en zelfs quadruple hits (biljetten ingevoerd door vier gebruikers). Er zijn ook elf gevallen van een quintiple hit, dit is wanneer een biljet vijf keer is ingevoerd.
Er bestaan ook fake hits (valse hits). Op sommige websites zijn de nummers van biljetten te zien, waardoor iedereen ze kan invoeren. Het kan ook zijn dat iemand gewoon series invoert van biljetten die hij zelf niet heeft. De fake hits worden, indien gedetecteerd, uit het systeem verwijderd.

## Statistieken
De website maakt het mogelijk uiteenlopende soorten statistische informatie te raadplegen. Tot 2006 kende de site een exponentiële groei in het aantal ingevoerde biljetten.
In januari 2021 waren de statistieken als volgt:
- 195.809 gebruikers
- 200.058.308 biljetten
- 1.149.884 hits

## Vereniging
Sinds februari 2008 wordt de website beheerd door een non-profitorganisatie gevestigd in Frankrijk onder de naam 'Association Européenne des EuroBillTrackers' (A2E) (in het Engels: 'European Association of Eurobilltrackers'). Deze organisatie (vereniging) is verantwoordelijk voor de bescherming van de EuroBillTrackerdatabase en zorgt ervoor dat deze gratis te gebruiken is.
Onenigheid tussen de oprichter en de andere webmasters veroorzaakte op 24 december 2007 een splitsing van EuroBillTracker in twee verschillende websites. Na bemiddeling werd de vereniging opgezet om de verantwoordelijkheden beter te regelen en het voortbestaan te garanderen. Begin 2008 werden de twee websites weer samengevoegd. Het bestuur van de vereniging bestaat naast de drie webmasters uit leden die elk een euroland vertegenwoordigen en elke twee jaar door de verenigingsleden uit dat land gekozen worden.

## Gelijksoortige websites
EuroBillTracker is niet de enige, maar wel de grootste website die Europese bankbiljetten volgt. Zo zijn er ook nog EuroTracer, FollowMyEuro en MyEuroNote.
Ook van andere valuta's zijn er "tracking-sites". Naast de hierboven genoemde Where's George (Amerikaanse dollar) zijn er ook Where's Willy, Canadian Money Tracker (beide: Canadese dollar), CashFollow (Zwitserse frank), SEK Tracker, Sedlarna (beide Zweedse kroon), FindLizzy (Britse pond) en The Money Tracker (Australische dollar).